# Funky (rapper)
Luis Raul Marrero (nascido em 23 de janeiro de 1974), também conhecido pelo nome artístico Funky, é um rapper e compositor porto-riquenho. Com sete álbuns solo e vários trabalhos como produtor, Marrero é reconhecido internacionalmente como um artista cristão de hip hop e reggaeton.  Ele colaborou com músicos de música cristã, incluindo Marcos Witt, Jesus Adrian Romero e KJ-52. Marrero foi indicado a dois prêmios Grammy Latino.
Funky colaborou e produziu para os cantores Vico C, Triple Seven, 7th Poet, Manny Montes, KJ-52, Contagious, Marcos Witt, Israel & New Breed, Travy Joe, Julissa, Ezequiel Colon, Rey Pirin & DJ Blass, Kike Pavón, Redimi2, Evan Craft, Musiko e Alex Zurdo.

## Funkytown Music
Funkytown Music é uma gravadora americana que produz hip-hop cristão e reggaeton. Marrero fundou a marca em 1999. Nesse ano a gravadora lançou Diferente com Triple Seven, com Marrero como produtor.

## Discografia

### Álbuns
- Funkytown (2002)
- Especie En Peligro (2003)
- Los Vencedores (2004)
- Vida Nueva [com DJ Pablo] (2005)
- Corriendo Para Ganar (2006)
- Los Vencedores Platinum Edition (2008)
- Acceso Total Tour Edition (2008)
- Reset (2011)
- Mas [com Redimi2] (2013)
- Indestructible (2015)
- Agua (2019)
- UNO [com Alex Zurdo e Redimi2] (2021)
- ROJO (2022)